# アメリカ合衆国憲法修正第7条

アメリカ国立公文書記録管理局所蔵の権利章典。

アメリカ合衆国憲法修正第7条（アメリカがっしゅうこくけんぽうしゅうせいだい7じょう、英語: Seventh Amendment（またはAmendment VII）to the United States Constitution）は、アメリカ権利章典の一部である。この修正条項は特定の民事訴訟において陪審団のいる裁判を受ける権利を法制化し、また、裁判所が陪審団の事実認定を破棄（overturn）することを禁止する。
修正第7条の初版は、1789年に反連邦主義者（Anti-Federalist）らの新憲法への反対に対応してジェームズ・マディソンによって他の修正条項とともに連邦議会に提出された。連邦議会は1789年9月28日に修正第7条の修正版を各州に提案し、1791年12月15日までに、全州のうち必要な4分の3がこれを批准した。
修正第7条は一般に権利章典の中でも単純明快な修正条項の一つであると考えられている。修正第7条の民事訴訟における陪審審理の規定は組み込まれた（各州に適用された）ことはないが、ほぼすべての州がその憲法に民事訴訟における陪審審理の規定を有している。陪審の事実認定の破棄の禁止は、連邦の事件、連邦法が問題となる州の事件、そして連邦裁判所による州の事件の再審 (review) に適用される。合衆国対ウォンソン事件（United States v. Wonson）（1812年）は、この修正条項を民事訴訟において陪審審理が必要か否かを判断する際にイングランドのコモン・ローに依拠するものと解する「歴史テスト」（historical test）を確立した。したがって、この修正条項は海事法の下の事件、政府そのものに対する訴訟、および特許の請求項の多くの部分については、陪審団による裁判を保障しない。その他の全ての事件では、陪審は両当事者の同意により放棄（waive）されうる。
加えて、この修正条項は民事裁判の陪審団について6人の最低人数を保障する。この修正条項の20ドルという閾値はほとんど学説または判例の論題となったことがなく、18世紀末以来起きてきたインフレーションにもかかわらずいまだに適用可能であり続けている（1800年の$20は2023年時点の$359と同等）。

## 条文
日本語訳例1
コモン・ロー上の訴訟において、訴額が20ドルを超えるときは、陪審による裁判を受ける権利は維持される。陪審が認定した事実は、コモン・ロー上の準則による場合を除き、合衆国のいかなる裁判所もこれを再び審議してはならない。
日本語訳例2

## 背景
連合規約の下での数年間の比較的弱い政府の後、フィラデルフィアでの制憲会議は1787年9月17日により強力な最高行政官やその他の変化を目玉とする新しい憲法を提案した。制憲会議の代議員であり、バージニア権利章典の起草者であるジョージ・メイソンは、市民的自由 (civil liberties) を列挙し保障する、権利の文書 (bill of rights) が含まれるべきだと提案した。その他の代議員——後の権利章典の起草者ジェームズ・マディソンを含む——は、現存する州ごとの市民的自由の保障で十分であり、一つ一つの権利を数え上げようとするいかなる試みも、連邦政府にはそれ以外のあらゆる権利を侵害する権力があると示唆することになる恐れがあると主張し、反対した（この懸念が最終的に第9および第10修正条項に繋がる）。短い討論の後、メイソンの提案は州の代議員団らによる全会一致の投票で否決された。会議の最後の数日間に、ノースカロライナ代議員ヒュー・ウィリアムソンが連邦民事事件における陪審による裁判の保障を提案したが、この保障を追加する動議もまた否決された。
しかし、憲法が批准されるためには、13の州のうち9州が州議会でそれを承認することが求められた。批准への反対論（反連邦主義）は、部分的には憲法の市民的自由の十分な保障の欠如に基づいていた。大衆感情が批准に反対であった州（バージニア州、マサチューセッツ州、ニューヨーク州を含む）にいた憲法の支持者たちは、自らの州議会が憲法の批准と権利の文書の追加の請願の双方を行うことを首尾よく提案した。
反連邦主義者らの批判の一つが、合衆国最高裁判所に「法律と事実双方への」管轄権を与えることは、最高裁が民事訴訟において陪審団の審理の結論を否定することを認めることになるというものだった。このような懸念に応え、5州の批准会議 (ratification convention) が民事訴訟において陪審裁判を受ける権利を保障する憲法修正条項を勧告した。

## 提案と批准

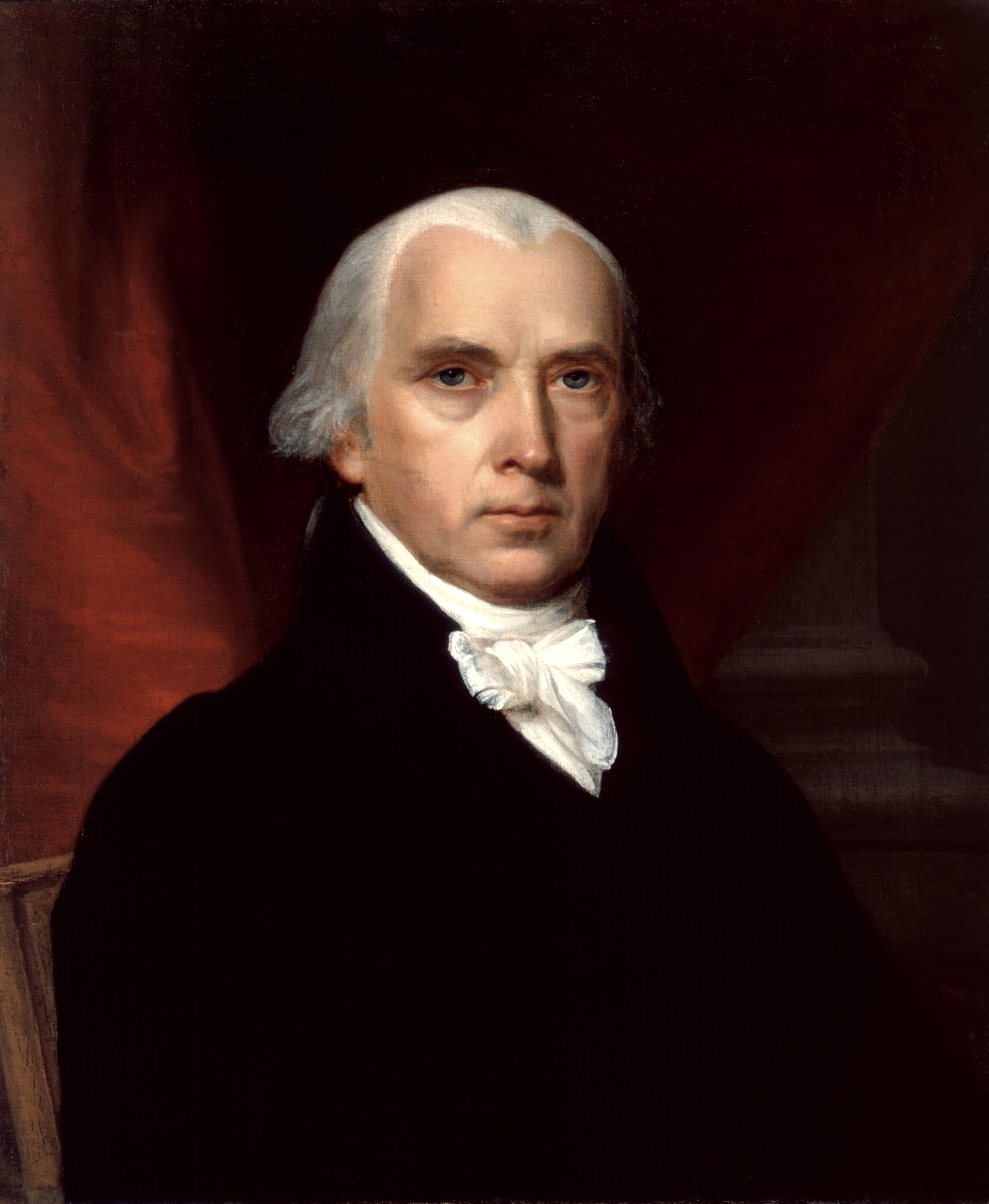
権利章典の起草者、ジェームズ・マディソン。

これらの州立法府の要請を受けて、アメリカ合衆国第1議会において、ジェームズ・マディソンは各州の権利の文書や1689年権利章典のようなイギリスの典拠に基づく20か条の憲法修正条項を提案した。それらの一つが、特定の価額を超える民事訴訟において事実認定を裁判官による審査 (judicial review) から保護する修正条項だった。マディソンはこの修正条項はアメリカ合衆国憲法第3条に直接追加されるべきだと提案したが、議会は後にオリジナルの文章はそのままにし、提案されている権利章典を憲法の最後に追加することを決定した。議会はまたマディソンが提案した20か条の修正条項を12か条に削減し、これらは1789年9月25日に批准を求めて各州に付託された。
権利章典が批准のために各州に付託された頃までに、どちらの党派においても意見が変わっていた。かつては権利章典に反対していた多くの連邦主義者は、今や反連邦主義者たちの最も有力な批判を封じる手段として章典を支持していた。翻って反連邦主義者らは、章典の採択は自分たちが望む第二制憲会議の実現可能性を大きく低下させるだろうということに気づき、今ではそれに反対していた。リチャード・ヘンリー・リーなどの反連邦主義者たちは、この章典は連邦司法府や直接課税のような憲法のうち最も反対すべき部分をそのままにしているとも主張した。
1789年11月20日、ニュージャージー州が議会の給与増額を規制する修正条項を拒否した上で12か条の修正条項のうち11か条を批准した。それぞれ12月19日と12月22日にメリーランド州とノースカロライナ州が全12修正条項を批准した。それぞれ1790年1月19日、1月25日、28日にサウスカロライナ州、ニューハンプシャー州、デラウェア州が章典を批准したが、ニューハンプシャー州は議会の給与増額に関する修正条項を拒否し、デラウェア州は議会議席配分修正条項を拒否した。これにより批准した州の合計が必要な10州のうち6州となったが、他の州では手続きは遅延した: コネティカット州とジョージア州は権利章典を不必要と見なして批准を拒否し、マサチューセッツ州は修正条項の大部分を批准したが、そうしたという正式な通知を国務長官に送らなかった（これらの3州はすべて後の1939年に150周年記念として権利章典を批准することとなる。）。
1790年2月から6月にかけて、ニューヨーク州、ペンシルベニア州、ロードアイランド州がそれぞれ修正条項のうち11か条を批准したが、3州とも議会の給与増額に関する修正条項は拒否した。バージニア州は当初議論を延期したが、1791年にバーモント州が連合に加盟して以降、批准に必要な州の総数は11に増加した。バーモント州は1791年11月3日に全12修正条項を承認して批准し、最後にバージニア州が1791年12月15日にこれに続いた。トーマス・ジェファーソン国務長官は、1792年3月1日に10か条の首尾よく批准された修正条項の採択を発表した。

## 司法上の解釈
修正第7条は2つの条項 (clause) を含む。維持条項 (Preservation Clause)（「コモン・ロー上の訴訟において、訴額が20ドルを超えるときは、陪審による裁判を受ける権利は維持される」）は陪審が判断を要求される事件の種類を定め、一方で再審査条項 (Re-examination Clause)（「陪審が認定した事実は、コモン・ロー上の準則による場合を除き、合衆国のいかなる裁判所もこれを再び審議してはならない」）は連邦裁判官が陪審の評決を特定の方法で破棄することを妨げる。法律情報研究所は維持条項に関して次のように述べた:「サー・ウィリアム・ブラックストンは、そのイングランドのコモン・ローに関する影響力ある論文において、この権利を『イングランド法の誉れ』(glory of the English law) と呼び、『正義の公明正大な執行』(impartial administration of justice) のために必要なものとし、もし『えり抜きの人々の集合体 (select body of men) である司法官たち (magistracy) に完全に委託されれば』、『しばしば彼らと同じ階級と地位にある人々に対する無意識的なバイアスに』さらされるものだとした。」 この修正条項は一般に権利章典の中でも特に単純明快な修正条項の一つであると考えられている。学者チャールズ・W・ウォルフラムは、この修正条項は通常「事実上、自明の (self-explanatory) 規定であるかのように解釈されてきた」と述べた。国立憲法センターによれば、修正第7条において「コモン・ロー」という言葉が用いられている箇所は2回とも「陪審を用いない衡平法およびその他の裁判所に対して、陪審を用いる裁判所の法と手続」に言及している。
権利章典の規定の大部分とは異なり、修正第7条は各州に適用されたことはない。最高裁判所はウォーカー対ソーヴィネット事件 (Walker v. Sauvinet)（1875年）、ミネアポリス・アンド・セントルイス鉄道対ボンボリス事件 (Minneapolis & St. Louis Railroad v. Bombolis)（1916年）およびウィスコンシン金物商相互火災保険会社対グリデン社事件 (Hardware Dealers' Mut. Fire Ins. Co. of Wisconsin v. Glidden Co.)（1931年）において、州は民事訴訟に陪審団による裁判を提供することを要求されないと述べた。それにもかかわらず、ほとんどの州が自発的に民事での陪審裁判の権利を保障しており、また連邦法の下で判断される特定の州裁判所の事件においてはそうしなければならない。

### 歴史テスト

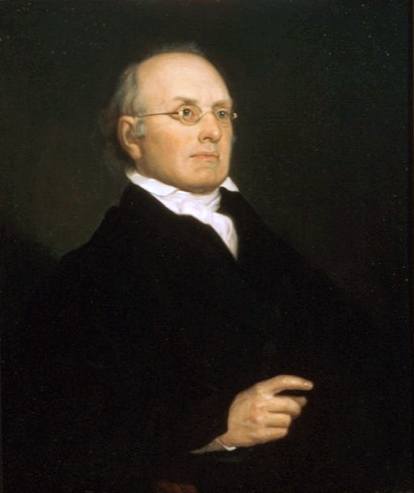
ジョゼフ・ストーリー判事は、合衆国対ウォンソン事件（1812年）においてこの修正条項についての初の司法意見を発した。

この修正条項を巡って発せられた初の司法意見は、連邦政府がサミュエル・ウォンソンに対して敗訴した民事訴訟の事実の再審を望んだ合衆国対ウォンソン事件 (United States v. Wonson)（1812年）において生まれた。巡回裁判所裁判官としての身分において、ジョゼフ・ストーリー最高裁判事は同訴訟について事実を再審 (retry) することは修正第7条に違反することになると述べ、ウォンソンに有利に判決した。この修正条項の「コモン・ロー上の準則」という文言に関して、ストーリーは次のように記した:
Beyond all question, the common law here alluded to is not the common law of any individual state, (for it probably differs in all), but it is the common law of England, the grand reservoir of all our jurisprudence. It cannot be necessary for me to expound the grounds of this opinion, because they must be obvious to every person acquainted with the history of the law.
疑いの余地なく、ここで述べられているコモン・ローとはいずれかの個別の州のコモン・ローではなく（それらはすべて異なっているであろうゆえに）、我らの法体系全体の大源泉であるイングランドのコモン・ローである。私がこの意見の根拠を詳述する必要は無いはずである。なぜならばそれはコモン・ローの歴史に精通している者であれば誰にとっても明白であるに違いないからである。
ウォンソン判決は、この修正条項を民事訴訟において陪審審理が必要か否かを判断する際にイングランドのコモン・ローに依拠するものと解する「歴史テスト」(historical test) を確立した。例えば最高裁判所はパーソンズ対ベッドフォード事件 (Parsons v. Bedford)（1830年）において歴史テストを適用し、陪審裁判はイングランドのコモン・ローが陪審を要求しない分野である海事法の下の事件については憲法上保障されていないと判決した。最高裁は関連する規準はその時点のイングランドのコモン・ローではなく1791年のそれであることを確立したトンプソン対ユタ州事件 (Thompson v. Utah)（1898年）においてこの原則を「固定歴史テスト」(fixed historical test) としてさらに明確にした。ディミック対シート事件 (Dimick v. Schiedt)（1935年）において最高裁判所は、修正第7条は1791年のこの修正条項の採択の時点でのイングランドのコモン・ローに従って解釈されるべきであると宣言した。ボルチモア・アンド・カロライナ・ライン社対レッドマン事件 (Baltimore & Carolina Line, Inc. v. Redman)（1935年）における最高裁判所は、このようにして維持条項により維持される陪審による裁判の権利とは、この修正条項が採択された時点でのイングランドのコモン・ローの下で存在していた権利であると宣言した。「この修正条項はその権利を維持するのみならず、それをコモン・ローの下で存在する再審査の権力のありうる拡大を通じた不正な毀損から保護するという考え抜かれた決意を打ち明けるものであり、そしてそのために、『陪審が認定した事実は、コモン・ロー上の準則による場合を除き、合衆国のいかなる裁判所もこれを再び審議してはならない』と宣言するのである。」 ボルチモア・アンド・カロライナ・ライン社対レッドマン事件（1935年）において、最高裁判所はこの修正条項は「単なる形式的または手続的事項」は含まないが、代わりに陪審裁判への権利の「実質」を保護すると判示した。この修正条項の狙いは、特には、そうしないという明示または黙示の同意がない限り法律の問題は裁判所によって解決され、事実の問題は裁判所による適切な指示の下に陪審団によって判断されるという、裁判所の所掌範囲と陪審のそれの間のコモン・ロー上の区別を維持することである。ショーファー・トラック運転手・運転助手労働組合第391支部対テリー事件（1990年）において最高裁は、修正第7条によって提供される陪審裁判への権利は、1791年（権利章典が批准された時点）に認識されていたコモン・ロー上の訴訟方式以上のもの、むしろ衡平法上の権利 (equitable rights) および救済のみが問題となる訴訟に対して両当事者のコモン・ロー上の権利 (legal rights) が判断されることとなるあらゆる訴訟を包含すると説明した。これは、次のように述べたカーティス対リオザー事件 (Curtis v. Leother)（1974年）における最高裁判所の言明を反映している:

The Seventh Amendment provides that "(i)n suits at common law, where the value in controversy shall exceed twenty dollars, the right of trial by jury shall be preserved." Although the thrust of the Amendment was to preserve the right to jury trial as it existed in 1791, it has long been settled that the right extends beyond the common-law forms of action recognized at that time. Mr. Justice Story established the basic principle in 1830:
修正第7条は、「コモン・ロー上の訴訟において、訴額が20ドルを超えるときは、陪審による裁判を受ける権利は維持される」と規定する。この修正条項の趣旨は1791年に存在していたような陪審裁判への権利を保存することであったとはいえこの権利は当時認知されていたコモン・ロー上の訴訟方式を越えて拡張されるものであるということは、長らく確定している。ストーリー判事は1830年にこの基本原則を確立した:
"The phrase 'common law', found in this clause, is used in contradistinction to equity, and admiralty, and maritime jurisprudence. ... By common law, (the Framers of the Amendment) meant ... not merely suits, which the common law recognized among its old and settled proceedings, but suits in which legal rights were to be ascertained and determined, in contradistinction to those where equitable rights alone were recognized, and equitable remedies were administered ... In a just sense, the amendment then may well be construed to embrace all suits which are not of equity and admiralty jurisdiction, whatever might be the peculiar form which they may assume to settle legal rights." Parsons v. Bedford, 3 Pet. 433, 446-447, 7 L.Ed. 732 (1830) (emphasis in original).
この条項に見られる『コモン・ロー』という言葉は、衡平法、海事法、および海事司法への対義語として用いられている。〔中略〕コモン・ローによって、（この修正条項の立案者たちは）〔中略〕単にコモン・ローがその古く確定した手続の中で認識する訴訟のみならず、衡平法上の権利のみが認知され衡平法上の救済措置が執行される訴訟への対義語として、コモン・ロー上の権利が確立され判断されるような訴訟を意味した。〔中略〕したがって、ある意味では、この修正条項はどのような具体的な形態をとるかにかかわらず、コモン・ロー上の権利が確立される、衡平法や海事法の管轄でないあらゆる訴訟を包含すると解されることもできよう。パーソンズ対ベッドフォード事件, 3 Pet. 433・446-447頁, 7 L.Ed. 732（1830年）（強調は原文による）。
証券取引委員会対ジャークシー事件（2024年）において、最高裁判所は以下のように述べた:
By its text, the Seventh Amendment guarantees that in “[s]uits at common law, . . . the right of trial by jury shall be preserved.” In construing this language, we have noted that the right is not limited to the “common-law forms of action recognized” when the Seventh Amendment was ratified. Curtis v. Loether, 415 U. S. 189, 193 (1974). As Justice Story explained, the Framers used the term “common law” in the Amendment “in contradistinction to equity, and admiralty, and maritime jurisprudence.” Parsons, 3 Pet., at 446. The Amendment therefore “embrace[s] all suits which are not of equity or admiralty jurisdiction, whatever may be the peculiar form which they may assume.” Id., at 447. 
The Seventh Amendment extends to a particular statutory claim if the claim is “legal in nature.” Granfinanciera, 492 U. S., at 53. As we made clear in Tull, whether that claim is statutory is immaterial to this analysis. See 481 U. S., at 414–415, 417–425. In that case, the Government sued a real estate developer for civil penalties in federal court. The developer responded by invoking his right to a jury trial. Although the cause of action arose under the Clean Water Act, the Court surveyed early cases to show that the statutory nature of the claim was not legally relevant. “Actions by the Government to recover civil penalties under statutory provisions,” we explained, “historically ha[d] been viewed as [a] type of action in debt requiring trial by jury.” Id., at 418–419. To determine whether a suit is legal in nature, we directed courts to consider the cause of action and the remedy it provides. Since some causes of action sound in both law and equity, we concluded that the remedy was the “more important” consideration. Id., at 421 (brackets and internal quotation marks omitted); see id., at 418–421. (emphasis in original)
修正第7条は、その条文により「コモン・ロー上の訴訟において、〔中略〕陪審による裁判を受ける権利は維持される」ことを保障する。この文言を解釈するにあたり、当裁判所はこの権利は修正第7条が批准された時点で「認知されていたコモン・ロー上の訴訟方式」に限定されないことを特筆してきた。カーティス対リオザー事件, 415 U. S. 189, 193（1974年）。ストーリー判事が説明したように、立案者たちはこの修正条項における「コモン・ロー」という言葉を「衡平法、海事法、および海事司法への対義語として」用いた。パーソンズ事件, 3 Pet., 446頁。したがって、この修正条項は「どのような具体的な形態をとるかにかかわらず、衡平法や海事法の管轄でないあらゆる訴訟を包含する」。同上, 447頁。
修正第7条は、もしその請求が「本質的にコモン・ロー的」であれば、特定の制定法上の請求にも拡張される。グランフィナンシエーラ事件, 492 U. S., 53頁。タル事件において我々が明らかにしたように、請求が制定法によるものか否かはこの分析にとって重要でない。481 U. S., 414–415・417–425頁を参照。この事件では、政府が連邦裁判所での課徴金を求め不動産デベロッパーを提訴した。デベロッパーは、陪審裁判への権利を発動することで応えた。訴訟原因は水質浄化法の下で発生したものであったが、最高裁はこれ以前の判例を調査し、当該請求の制定法上的な性質はコモン・ロー上関係がないことを示した。我々が説明したところでは、「制定法の規定に基づき課徴金を獲得するための政府による訴えは、歴史的に陪審による裁判を要求する、債権に関する訴訟の一形態とみなされてきた。」同上, 418-419頁。訴訟が本質的にコモン・ロー的であるか否かを判断するために、我々は各裁判所に対し訴訟原因とそれが提供する救済措置を考慮するよう指示した。一部の訴訟原因はコモン・ローと衡平法の双方で有効であることから、我々は救済措置が「より重要な」考慮対象であると結論付けた。同上, 421頁（括弧および内部引用符は省略）; 同上, 418–421頁を参照。（強調は原文による）
ギャロウェイ対合衆国事件（1943年）において、最高裁は民事訴訟における指示評決（証拠の圧倒的な欠如 (overwhelming lack of evidence) に基づき裁判官によって命じられる評決）は固定歴史テストの下で修正第7条に違反しないとして、これを許容した。最高裁はビーコン・シアターズ対ウェストオーバー事件（1959年）およびデアリー・クイーン社対ウッド事件 (Dairy Queen, Inc. v. Wood)（1962年）のそれぞれにおいて、イングランドのコモン・ローの下で陪審による裁判を要求するすべての問題は、修正第7条の下でも陪審による裁判を要求すると判示し、この修正条項の保障を拡大した。この保障はまたさらにロス対バーンハード事件 (Ross v. Bernhard)（1970年）において株主による訴訟に、およびフェルトナー対コロンビア・ピクチャーズ・テレビジョン社事件（1998年）において著作権侵害訴訟に拡張された。
マークマン対ウェストビュー・インスツルメンツ社事件（1996年）において、最高裁は特許の特許請求の範囲の多くの部分は事実上のよりもむしろ法律上の争いであり、したがって修正第7条の陪審審理の保障は必ずしも適用されないと判示した。
連邦政府そのものに対する訴訟は、主権免除の法理に基づき、修正第7条の保護を受けない。レーマン対ナクシャン事件 (Lehman v. Nakshian)（1981年）において、最高裁は「合衆国に対する訴訟における原告は、連邦議会が陪審による裁判の権利を制定法によって肯定的にかつ明白に与えている場合に限り、その権利を有する」と判示した。

### 陪審団の規模
最高裁判所は、修正第7条の陪審審理の保障はまた、十分な大きさの陪審団をも保障すると判示してきた。最高裁はコルグローヴ対バッティン事件（1973年）において、6人からなる陪審団がこの修正条項の要請を満たすのに十分であると判示した。

### 20ドルの要請
上院の秘密会において追加されたものであり、この修正条項の司法上・学説上の議論においてしばしば省略される、この修正条項の「20ドル」への言及を解釈するための歴史的証拠はわずかしか存在しない。ハーバード・ロー・レビューのある論文は「この条項が修正第7条によって保護されている権利に関係するとは誰も考えていない」と述べた上で、これを「ミステリアスで、〔中略〕謎に包まれた起源を持ち、2世紀にわたって無視されてきた」と表現した。法学教授フィリップ・ハンバーガーによれば、この20ドルの要請は事件に適用される数が徐々に減っていくように、インフレーションによって時代遅れになることが意図されていたものだという。1800年の$20は2023年時点の$360と同等である。
議会は連邦の州籍相違管轄権をこれほど小さい額まで拡張したことはない。連邦法（合衆国法典第28編第1332条 28 U.S.C. § 1332）により、当事者の市民権の相違（当事者らが別々の州または別々の国出身であること）に基づいて事件が連邦裁判所で審理されるためには係争の価額が7万5000ドルを超えなければならない。しかし、（例えばコロンビア特別区のように連邦の裁判管轄である場所において）州籍相違事件ではない民事訴訟が連邦裁判所で生起することはあり、そのような事件には20ドル条項が適用されることがありえる。

### 事実の再審査
修正第7条の再審査条項はこう述べる:「コモン・ロー上の訴訟において、〔中略〕陪審が認定した事実は、コモン・ロー上の準則による場合を除き、合衆国のいかなる裁判所もこれを再び審議してはならない。」 この条項はいかなる裁判所についても陪審団によってなされたあらゆる事実認定 (factual determination) を再審査 (re-examine) または破棄 (overturn) することを禁止し、陪審によって認定された事実は後日再審査されてはならないことを保障する。法的な錯誤 (error) が犯された、または提出された証拠が何らかの点で不十分であったと後になって判断された場合には、この禁止への例外がありうる。そのような場合には、判断が人民 (people) の手になお委ねられるよう、再審査は別の陪審団によって実施される。この条項は、私権 (private rights) ——すなわち、私人たる市民の間に存在する権利——が侵害された事件のみに適用される。再審査条項は、連邦裁判所のみならず、「州の裁判所において陪審団によって審理され、上訴により連邦最高裁に持ち込まれた事件」にも適用される。
裁判官ら対マレー事件 (The Justices v. Murray)（1869年）において、最高裁判所はコモン・ローに準拠して陪審団によって審理された事実を再審査する方法を説明するためにジョゼフ・ストーリー判事を引用した: 「ストーリー判事閣下は、〔中略〕本修正条項のこの部分に言及し、それは『〔コモン・ローに基づくもの以外の〕いかなる方法によっても、陪審によって審理されたいかなる事実をも再審査することの連邦裁判所に対しての禁止』であると述べた。〔中略〕彼はまた、『そのような事実を再審査するためのコモン・ローにおいて知られている方法は二つのみ、当該事件が審理されたその裁判所による新しい審理の許可 (granting)、または手続の中で入り込んだ法的錯誤に対する、上訴裁判所による新規陪審召集令状 (venire facias de novo) の発行である』とも述べた。」
コモン・ローが定めるように、裁判官は陪審の評決が証拠または法に背くものであると判断したときは、その評決を排斥 (set aside)（または無効化 (nullify)）することができる。コモン・ローは、裁判官が自ら評決を記録 (enter) することを排除する; 新しい陪審による新しい審理が、認められている唯一の道である。スローカム対ニューヨーク・インシュアランス社事件 (Slocum v. New York Insurance Co.)（1913年）において、最高裁判所はこの原則を確認した。のちの判例はスローカムを損ねてきたが、概して、証拠が圧倒的であるか、特定の法律がそれによって求められる結論について合理的な疑問がありえなくなるような狭いガイドラインを提供しているときに限り、裁判所は「法律問題としての判決」("judgment as a matter of law") を記録するか、その他の方法により陪審の認定を排斥することができる。